# 萨拉巴甘扎
萨拉巴甘扎（義大利語：Sala Baganza），是意大利帕尔马省的一个市镇。总面积30平方公里，人口5322人，人口密度177.4人/平方公里（2009年）。ISTAT代码为034031。